# Taylorisme

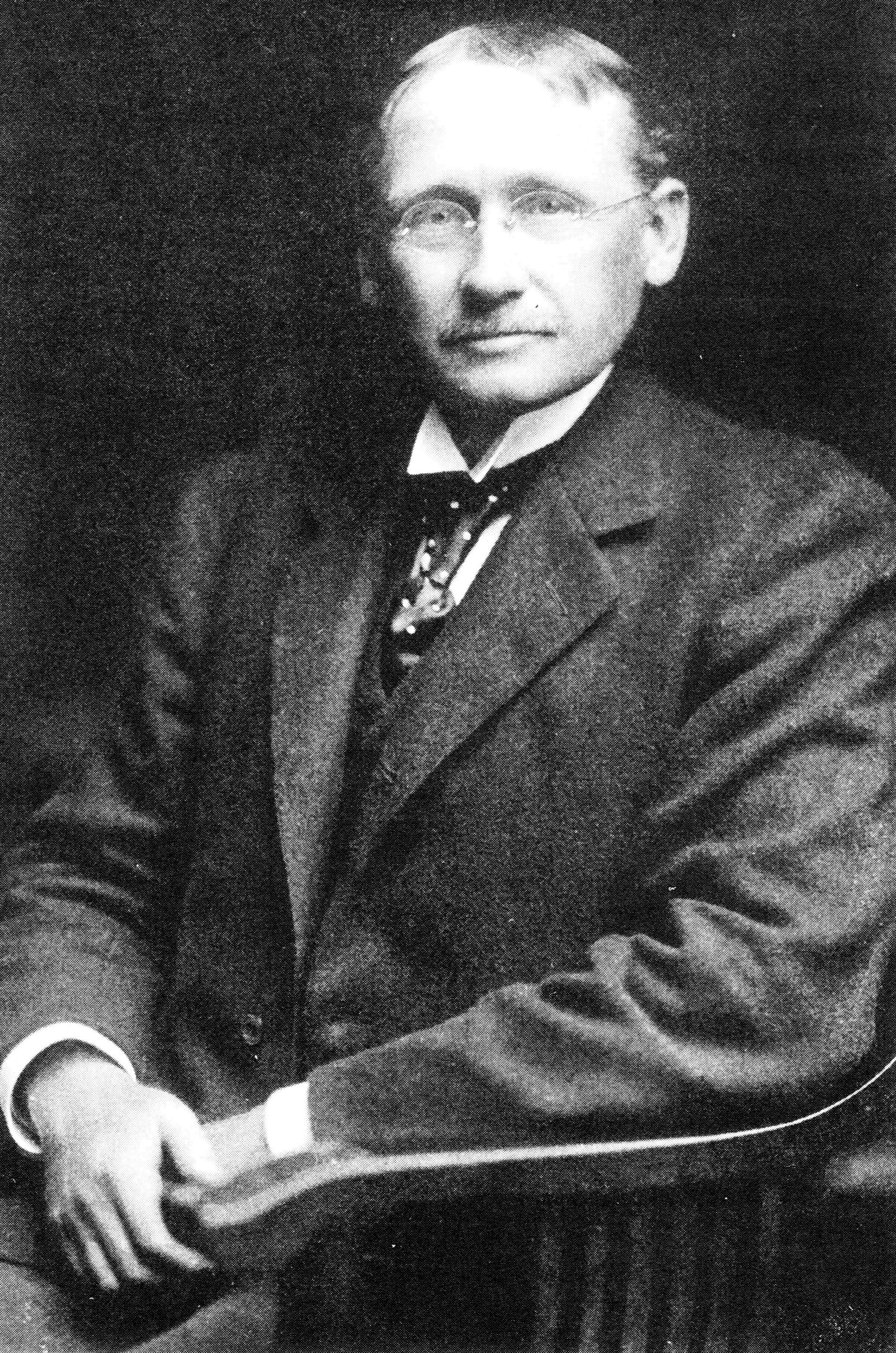
Frederick Taylor 1856-1915

El taylorisme consisteix en la divisió de les tasques dels processos de producció, suposa l'aïllament del treballador i la imposició d'un salari variable i proporcional al valor que l'obrer afegeix al procés. Va suposar una nova forma d'organització industrial que tenia per finalitat augmentar la productivitat i evitar el control dels obrers sobre el seu temps de treball. El seu nom es deu a l'enginyer Frederick W. Taylor. Es tracta d'aplicar mètodes científics d'orientació positivista i mecanicista a l'estudi de la relació entre l'obrer i les tècniques modernes de producció industrial, amb la finalitat de maximitzar l'eficiència de la mà d'obra i de les màquines i eines, mitjançant la divisió sistemàtica de les tasques, l'organització racional del treball en els seus processos i seqüències, i el cronometratge de les operacions, més un sistema de motivació amb el pagament de primes al rendiment, suprimint qualsevol improvisació en l'activitat industrial.
En la dècada de 1910, Christine Frederick es va interessar en aplicar el taylorisme en fer les cuines més eficients per a les dones i se li atribueix l'estandardització de l'alçada dels taulells de la cuina i de les superfícies de treball, i va investigar uns 1.800 productes diferents, des d'electrodomèstics fins a aliments, buscant mètodes de preparació i ús que permetessin estalviar mà d'obra. Va començar una sèrie d'articles sota el títol New Housekeeping al Ladies' Home Journal. que es van recollir posteriorment com a llibre, The New Housekeeping: Efficiency Studies in Home Management.